# Ivanovca, Florești
Ivanovca este un sat din cadrul comunei Sevirova din raionul Florești Republica Moldova.

## Demografie
Conform recensământului populației din 2004, satul Ivanovca avea 472 locuitori: 353 de ucraineni, 101 moldoveni/români, 18 ruși.